# Alexander Esswein
Alexander Esswein (ur. 25 marca 1990 w Wormacji) – niemiecki piłkarz występujący na pozycji napastnika w niemieckim klubie VfB Stuttgart, gdzie jest wypożyczony z Hertha BSC. Wychowanek 1. FC Kaiserslautern, w swojej karierze grał także w takich zespołach jak VfL Wolfsburg, Dynamo Drezno, 1. FC Nürnberg oraz FC Augsburg. Były młodzieżowy reprezentant Niemiec.

## Kariera klubowa
Treningi piłki nożnej rozpoczął w 1993 roku w 1896 Neuleiningen. Jako ośmiolatek trafił do Waldhof Mannheim, a cztery lata później został zawodnikiem 1. FC Kaiserslautern. W barwach tego klubu wystąpił w 1 meczu – 17 grudnia 2007 w przegranym 1:2 meczu z 1. FC Köln. W kwietniu 2008 podpisał trzyletni kontrakt z VfL Wolfsburg. W sierpniu 2010 przeszedł do Dynama Drezno. W kwietniu 2011 podpisał trzyletni kontrakt z 1. FC Nürnberg. W styczniu 2014 podpisał trzyipółletni kontrakt z FC Augsburg. W sierpniu 2016 podpisał czteroletni kontrakt z Herthą Berlin.

## Statystyki kariery
(aktualne na dzień 23 maja 2019)
| Klub                 | Sezon              | Liga                  | Liga  | Liga   | Puchar Niemiec | Puchar Niemiec | Europa | Europa | Inne  | Inne   | Suma  | Suma   |
| Klub                 | Sezon              | Liga                  | Mecze | Bramki | Mecze          | Bramki         | Mecze  | Bramki | Mecze | Bramki | Mecze | Bramki |
| -------------------- | ------------------ | --------------------- | ----- | ------ | -------------- | -------------- | ------ | ------ | ----- | ------ | ----- | ------ |
| 1. FC Kaiserslautern | 2007/08            | 2. Fußball-Bundesliga | 1     | 0      | 0              | 0              | –      | –      | –     | –      | 1     | 0      |
| VfL Wolfsburg        | 2008/09            | Bundesliga            | 4     | 0      | 0              | 0              | 0      | 0      | –     | –      | 4     | 0      |
| VfL Wolfsburg        | 2009/10            | Bundesliga            | 4     | 0      | 1              | 0              | 0      | 0      | –     | –      | 5     | 0      |
| Dynamo Drezno        | 2010/11            | 3. liga               | 31    | 17     | 0              | 0              | –      | –      | 2     | 0      | 33    | 17     |
| 1. FC Nürnberg       | 2011/12            | Bundesliga            | 26    | 4      | 3              | 1              | –      | –      | –     | –      | 29    | 5      |
| 1. FC Nürnberg       | 2012/13            | Bundesliga            | 27    | 2      | 1              | 1              | –      | –      | –     | –      | 28    | 3      |
| 1. FC Nürnberg       | 2013/14            | Bundesliga            | 5     | 0      | 0              | 0              | –      | –      | –     | –      | 5     | 0      |
| FC Augsburg          | 2013/14            | Bundesliga            | 13    | 0      | 0              | 0              | –      | –      | –     | –      | 13    | 0      |
| FC Augsburg          | 2014/15            | Bundesliga            | 19    | 1      | 0              | 0              | –      | –      | –     | –      | 19    | 1      |
| FC Augsburg          | 2015/16            | Bundesliga            | 29    | 4      | 3              | 1              | 6      | 0      | –     | –      | 38    | 5      |
| Hertha BSC           | 2016/17            | Bundesliga            | 29    | 2      | 1              | 0              | 0      | 0      | –     | –      | 30    | 2      |
| Hertha BSC           | 2017/18            | Bundesliga            | 16    | 2      | 1              | 0              | 5      | 0      | -     | -      | 22    | 2      |
| VfB Stuttgart        | 2018/19            | Bundesliga            | 17    | 0      | 0              | 0              | -      | -      | -     | -      | 17    | 0      |
| Ogólnie w karierze   | Ogólnie w karierze | Ogólnie w karierze    | 221   | 32     | 10             | 3              | 11     | 0      | 2     | 0      | 244   | 35     |

## Sukcesy
VfL Wolfsburg
- Mistrzostwo Niemiec: 2008/09

Niemcy
- 3. miejsce na Mistrzostwach Świata do lat 17: 2007